# Codex Sangermanensis
Der Codex Sangermanensis (Gregory-Aland no. Dabs1 oder 0319; α 1027 von Soden) ist eine griechisch-lateinische Handschrift der Paulusbriefe, welche auf das 8. Jahrhundert datiert wird. Die linke Seite ist jeweils griechisch, die rechte lateinisch. Der Codex ist eine Kopie des Codex Claromontanus. 

## Beschreibung
Der griechische Text des Codex Sangermanensis repräsentiert den westlichen Texttyp und wird der Kategorie III zugeordnet.

## Geschichte
Die Handschrift wurde durch Bernard de Montfaucon, Johann Jakob Wettstein, und Johann Jakob Griesbach untersucht.
Die Handschrift wurde 1805 durch Christian Friedrich Matthäi kollationiert.
Der Codex befindet sich in der Russischen Nationalbibliothek (Gr. 20) in Sankt Petersburg.